# Lingue baining-taulil
Le lingue baining-taulil dette anche lingue della Nuova Britannia Est, sono una famiglia di lingue papuasiche parlate nella parte orientale dell'isola della Nuova Britannia della Papua Nuova Guinea.

## Classificazione
La famiglie è composta da sette lingue suddivise in due gruppi:
- Lingue baining:
  - Lingua kairak (ISO 639-3 crk), 750 parlanti
  - Lingua makolkol (ISO 639-3 zmh), estinta
  - Lingua mali (ISO 639-3 gcc), 2.200 parlanti
  - Lingua qaqet (ISO 639-3 byx), 6.350 parlanti
  - Lingua simbali (ISO 639-3 smg), 350 parlanti
  - Lingua ura (ISO 639-3 uro), 1.900 parlanti
- Lingue taulil:
  - Lingua taulil (ISO 639-3 tuh), 800 parlanti